# Dyskografia Sarah Connor
Artykuł przedstawia całkowitą dyskografię niemieckiej wokalistki pop Sarah Connor. Artystka w sumie wydała dziewięć albumów studyjnych, dwadzieścia trzy solowe single oraz dwadzieścia dwa solowe teledyski dzięki wytwórniom Universal Music oraz Sony Music.
Początkowo wokalistka wspierająca, Connor rozpoczęła karierę jako chórzystka w kilku projektach muzyki gatunku eurodance. Po podpisaniu kontraktu płytowego z wytwórnią Sony Music, w roku 2001 piosenkarka wydała swój debiutancki album studyjny Green Eyed Soul inspirowany brzmieniami R&B. Wydawnictwo zyskało sukces w krajach europejskich otrzymując statusy platynowych oraz złotych płyt w wielu krajach, zaś promowane było przez cztery single w tym utwór „From Sarah with Love”, który stał się najbardziej dochodowym singlem wydanym przez artystkę. Drugi album, Unbelievable (2002) nie zyskał sukcesu poprzednika jednak ugruntował pozycję Connor w krajach niemieckojęzycznych. Płytę promowały kolejne cztery single, w tym kompozycja „Bounce” wydana na międzynarodowe rynki muzyczne jako główny utwór prezentujący kompilację Sarah Connor (2004). Trzecie wydawnictwo Key to My Soul wydane zostało w roku 2003 i zawierało głównie kompozycje gatunku pop.
Czwarty album studyjny Connor, Naughty but Nice (2005) stał się pierwszym, który znalazł się na szczycie oficjalnego notowania najlepiej sprzedających się wydawnictw w rodzinnym kraju wokalistki. Płytę promowały hitowe single „Living to Love You” oraz „From Zero to Hero”. Tego samego roku ukazał się świąteczny album Christmas in My Heart z tradycyjnymi kolędami i wcześniej niewydanym materiałem, zaś utwór „The Best Side of Life” brał udział w kampanii promocyjnej marki Coca-Cola. Dwa lata później artystka wydała Soulicious (2007) – tribute album nagrany w hołdzie wytwórni Motown Records. Zawierający gościnny wokal Marivna Gaya oraz Ne-Ya, wydawnictwo nie zyskało na komercyjnym sukcesie. Album Sexy as Hell (2008) promowany był przez dwa single „Under My Skin” i „I’ll Kiss It Away” oraz zaprezentował elektroniczne brzmienie wykonywane przez Connor. Ósmy album wokalistki Real Love (2010) nie zyskał komercyjnego sukcesu, zaś single prezentujące wydawnictwo stały się jednymi z najmniej dochodowych w karierze artystki.
Po pięciu latach przerwy, w maju 2015 roku wokalistka wydała na rynki muzyczne album Muttersprache, na którym znalazły się piosenki wykonywane jedynie w języku niemieckim. Wydawnictwo promowane przez singel „Wie schön du bist”, zyskało komercyjny sukces debiutując na szczycie notowania najlepiej sprzedających się albumów w Niemczech i Szwajcarii oraz sprzedając się w nakładzie pozwalającym na przyznanie certyfikatów podwójnie platynowej płyty w rodzimym kraju Connor oraz w Austrii.

## Albumy studyjne
| Green Eyed Soul                                     | - Wydany: 26 listopada 2001 - Wytwórnia: Epic Records - Format: CD, digital download       | 4  | 2  | 3  | 41 | 4  | 17 | 3  | - CZE: Złoto - PRT: Złoto - POL: Złoto - GER: 3× złoto - AUT: Złoto - FIN: Platyna - SWI: Złoto |
| Unbelievable                                        | - Wydany: 30 września 2002 - Wytwórnia: Epic Records - Format: CD, digital download        | 22 | 10 | 21 | –  | 21 | –  | 19 | - CZE: Złoto - GER: Złoto - SWI: Platyna                                                        |
| Key to My Soul                                      | - Wydany: 17 listopada 2003 - Wytwórnia: Epic Records - Format: CD, digital download       | –  | 8  | 11 | –  | –  | –  | 12 | - GER: Platyna                                                                                  |
| Naughty but Nice                                    | - Wydany: 21 marca 2005 - Wytwórnia: Epic Records - Format: CD, digital download           | 10 | 1  | 3  | –  | –  | –  | 3  | - GER: Platyna - AUT: Złoto - SWI: Złoto                                                        |
| Christmas in My Heart                               | - Wydany: 18 listopada 2005 - Wytwórnia: Universal Music - Format: CD, digital download    | –  | 6  | 6  | –  | –  | –  | 6  | - GER: Platyna - SWI: Złoto                                                                     |
| Soulicious                                          | - Wydany: 30 marca 2007 - Wytwórnia: Universal Music - Format: CD, digital download        | –  | 6  | 8  | –  | –  | –  | 10 |                                                                                                 |
| Sexy as Hell                                        | - Wydany: 22 sierpnia 2008 - Wytwórnia: Universal Music - Format: CD, digital download     | –  | 3  | 5  | –  | –  | –  | 7  |                                                                                                 |
| Real Love                                           | - Wydany: 22 października 2010 - Wytwórnia: Universal Music - Format: CD, digital download | –  | 8  | 15 | –  | –  | –  | 22 |                                                                                                 |
| Muttersprache                                       | - Wydany: 22 maja 2015 - Wytwórnia: Universal Music - Format: CD, digital download         | –  | 1  | 3  | –  | –  | –  | 1  | - GER: 2× platyna - AUT: 2× platyna                                                             |
| „–” album nie był notowany, bądź nie został wydany. |                                                                                            |    |    |    |    |    |    |    |                                                                                                 |

## Kompilacje
| Tytuł        | Informacje o kompilacji                                                                                          |
| ------------ | --- |
| Sarah Connor | - Wydana: 9 marca 2004 - Format: CD, digital download - Wytwórnia: Columbia Records - Najwyższa pozycja: #106 US |

## Single
| Tytuł                                                                       | Rok                                                  | Najwyższe pozycje na listach | Najwyższe pozycje na listach | Najwyższe pozycje na listach | Najwyższe pozycje na listach | Najwyższe pozycje na listach | Najwyższe pozycje na listach | Najwyższe pozycje na listach | Najwyższe pozycje na listach | Najwyższe pozycje na listach | Najwyższe pozycje na listach | Najwyższe pozycje na listach | Najwyższe pozycje na listach | Najwyższe pozycje na listach | Najwyższe pozycje na listach | Najwyższe pozycje na listach | Najwyższe pozycje na listach | Najwyższe pozycje na listach | Statusy                                                                  | Album                                  |  |
| Tytuł                                                                       | Rok                                                  | AUT                          | BEL (FL)                     | BEL (WL)                     | CZE                          | EUR (Official)               | EUR (Airplay)                | GSA                          | NLD                          | GER                          | GER (Airplay)                | POL                          | ROS                          | ROM                          | SWI                          | UK                           | WOR (Official)               | WOR (Airplay)                | Statusy                                                                  | Album                                  |  |
| --------------------------------------------------------------------------- | ---------------------------------------------------- | ---------------------------- | ---------------------------- | ---------------------------- | ---------------------------- | ---------------------------- | ---------------------------- | ---------------------------- | ---------------------------- | ---------------------------- | ---------------------------- | ---------------------------- | ---------------------------- | ---------------------------- | ---------------------------- | ---------------------------- | ---------------------------- | ---------------------------- | ------------------------------------------------------------------------ | -------------------------------------- |  |
| „Let’s Get Back to Bed – Boy!” (z gościnnym udziałem TQ)                    | 2001                                                 | 5                            | 31                           | –                            | –                            | 15                           | –                            | 7                            | 57                           | 2                            | 2                            | 17                           | –                            | -                            | 9                            | 16                           | –                            | –                            | - GER: Złoto - AUT: Złoto                                                | Green Eyed Soul                        |  |
| „French Kissing”                                                            | 2001                                                 | 18                           | 40                           | 54                           | –                            | 91                           | –                            | 8                            | 71                           | 26                           | 7                            | 33                           | –                            | -                            | 53                           | -                            | –                            | –                            |                                                                          | Green Eyed Soul                        |  |
| „From Sarah with Love”                                                      | 2001                                                 | 2                            | 6                            | 6                            | 1                            | 5                            | 11                           | 1                            | 6                            | 1                            | 1                            | 1                            | 3                            | 2                            | 1                            | -                            | 58                           | 43                           | - AUT: Złoto - BEL: Złoto - FIN: Platyna - GER: 3 × Złoto - SWI: Platyna | Green Eyed Soul                        |  |
| „If U Were My Man” / „Undressed”[A]                                         | 2002                                                 | –                            | –                            | –                            | –                            | –                            | –                            | –                            | –                            | –                            | –                            | 1[B]                         | –                            | 17                           | –                            | –                            | –                            | –                            |                                                                          | Green Eyed Soul                        |  |
| „One Nite Stand (of Wolves and Sheep)” (z gościnnym udziałem Wyclefa Jeana) | 2002                                                 | 12                           | 45                           | 52                           | –                            | 24                           | –                            | 11                           | 25                           | 5                            | 14                           | 25                           | –                            | 93                           | 16                           | -                            | 43                           | 36                           |                                                                          | Unbelievable                           |  |
| „Skin on Skin”                                                              | 2002                                                 | 5                            | 24                           | 24                           | 2                            | 17                           | 25                           | 1                            | 35                           | 5                            | 2                            | 2                            | –                            | 3                            | 16                           | -                            | 33                           | 16                           |                                                                          | Unbelievable                           |  |
| „He’s Unbelievable”                                                         | 2003                                                 | 36                           | 55                           | 53                           | –                            | 56                           | 18                           | –                            | 49                           | 16                           | 6                            | 18                           | –                            | 6                            | 50                           | 86                           | 73                           | 67                           |                                                                          | Unbelievable                           |  |
| „Bounce”                                                                    | 2003                                                 | 20                           | 33                           | 66                           | 40                           | 27                           | 32                           | –                            | –                            | 14                           | 2                            | 5                            | –                            | 19                           | 14                           | 14                           | 18                           | 34                           | - AUS: Złoto                                                             | Unbelievable                           |  |
| „Music Is the Key” (z gościnnym udziałem Naturally 7)                       | 2003                                                 | 6                            | 53                           | 61                           | –                            | 3                            | 77                           | –                            | –                            | 1                            | 4                            | 6                            | 77                           | 99                           | 2                            | –                            | 28                           | 13                           | - GER: Złoto                                                             | Key to My Soul                         |  |
| „Just One Last Dance” (z gościnnym udziałem Natural)                        | 2004                                                 | 5                            | 66                           | –                            | 3                            | 11                           | 16                           | –                            | –                            | 1                            | 4                            | 4                            | 25                           | 22                           | 8                            | –                            | 29                           | 28                           | - GER: Złoto                                                             | Key to My Soul                         |  |
| „Living to Love You”                                                        | 2004                                                 | 2                            | –                            | –                            | 76                           | 2                            | 45                           | –                            | –                            | 1                            | 1                            | 2                            | 84                           | –                            | 1                            | –                            | 22                           | 8                            | - GER: Złoto - SWI: Złoto                                                | Naughty but Nice                       |  |
| „From Zero to Hero”                                                         | 2005                                                 | 2                            | –                            | –                            | 8                            | 1                            | 28                           | –                            | –                            | 1                            | 1                            | 1                            | 48                           | 32                           | 4                            | –                            | 1                            | 3                            | - GER: Złoto                                                             | Naughty but Nice                       |  |
| „You Are My Desire”/"Paradise"[D]                                           | 2005                                                 | –                            | –                            | –                            | –                            | 158[E]                       | –                            | –                            | –                            | –                            | –                            | –                            | –                            | 87                           | –                            | –                            | –                            | –                            |                                                                          | Naughty but Nice                       |  |
| „Christmas in My Heart”                                                     | 2005                                                 | 6                            | –                            | –                            | –                            | 19                           | –                            | –                            | –                            | 4                            | 5                            | –                            | 177                          | –                            | 4                            | –                            | 28                           | 33                           | - GER: Złoto                                                             | Christmas in My Heart                  |  |
| „The Best Side of Life”                                                     | 2006                                                 | 12                           | –                            | –                            | 53                           | 41                           | –                            | –                            | –                            | 6                            | 3                            | –                            | –                            | –                            | 15                           | –                            | 36                           | 36                           | - GER: Platyna                                                           | Christmas in My Heart                  |  |
| „The Impossible Dream (The Quest)”                                          | 2007                                                 | 25                           | –                            | –                            | –                            | 28                           | –                            | –                            | –                            | 8                            | 33                           | –                            | 207                          | –                            | 19                           | –                            | –                            | –                            |                                                                          | Soulicious                             |  |
| „Sexual Healing” (z gościnnym udziałem Ne-Ya)                               | 2007                                                 | 45                           | –                            | –                            | –                            | 44                           | 33                           | –                            | –                            | 11                           | 5                            | –                            | 196                          | –                            | 41                           | –                            | –                            | –                            |                                                                          | Soulicious                             |  |
| „Son Of A Preacher Man”[C]                                                  | 2007                                                 | –                            | –                            | –                            | –                            | –                            | –                            | –                            | –                            | –                            | 23                           | –                            | –                            | –                            | –                            | –                            | –                            | –                            |                                                                          | Soulicious                             |  |
| „Under My Skin”                                                             | 2008                                                 | 11                           | –                            | –                            | –                            | 19                           | –                            | –                            | –                            | 4                            | 15                           | –                            | 251                          | –                            | 79                           | –                            | –                            | –                            |                                                                          | Sexy as Hell                           |  |
| „I’ll Kiss It Away”                                                         | 2008                                                 | 46                           | –                            | –                            | –                            | 69                           | –                            | –                            | –                            | 21                           | 19                           | –                            | –                            | –                            | 67                           | –                            | –                            | –                            |                                                                          | Sexy as Hell                           |  |
| „Cold as Ice”                                                               | 2010                                                 | 27                           | –                            | –                            | –                            | 59                           | –                            | –                            | –                            | 16                           | 36                           | 30                           | 80                           | –                            | –                            | –                            | 52                           | 59                           |                                                                          | Real Love                              |  |
| „Real Love”                                                                 | 2010                                                 | –                            | –                            | –                            | –                            | 211[E]                       | –                            | –                            | –                            | 54                           | 55                           | –                            | –                            | –                            | –                            | –                            | –                            | –                            |                                                                          | Real Love                              |  |
| „Wie schön du bist”                                                         | 2015                                                 | 11                           | –                            | –                            | –                            | 29                           | –                            | –                            | –                            | 2                            | 21                           | –                            | –                            | –                            | 36                           | –                            | 34                           | 31                           | - AUT: 2 x Platyna - GER: 3 x Złoto                                      | Muttersprache                          |  |
| „Bedingungslos”                                                             | 2015                                                 | 38                           | –                            | –                            | –                            | 60[E]                        | –                            | –                            | –                            | 30                           | 38                           | –                            | –                            | –                            | –                            | –                            | 98                           | 97                           | - GER: Złoto                                                             | Muttersprache                          |  |
| „Kommst Du mit ihr”                                                         | 2016                                                 | –                            | –                            | –                            | –                            | 75[E]                        | –                            | –                            | –                            | 62                           | 63                           | –                            | –                            | –                            | –                            | –                            | –                            | –                            | - GER: Złoto                                                             | Muttersprache                          |  |
| „Bonnie & Clyde”                                                            | 2016                                                 | 39                           | –                            | –                            | –                            | 31[E]                        | –                            | –                            | –                            | 24                           | 49                           | –                            | –                            | –                            | 64                           | –                            | –                            | –                            | - AUT: Złoto - GER: Złoto                                                | Muttersprache                          |  |
| „Vincent”                                                                   | 2019                                                 | 2                            | –                            | –                            | –                            | 22                           | –                            | –                            | –                            | 9                            | 37                           | –                            | –                            | –                            | 38                           | –                            | 32                           | 34                           | - AUT: 3 x Platyna - GER: Platyna - SWI: Platyna                         | Herz Kraft Werke                       |  |
| „Ich Wünsch Dir”                                                            | 2019                                                 | –                            | –                            | –                            | –                            | –                            | –                            | –                            | –                            | –                            | –                            | –                            | –                            | –                            | –                            | –                            | –                            | –                            | - AUT: Złoto                                                             | Herz Kraft Werke                       |  |
| „Sind Wir Bereit?”                                                          | 2020                                                 | –                            | –                            | –                            | –                            | 160[E]                       | –                            | –                            | –                            | –                            | –                            | –                            | –                            | –                            | –                            | –                            | –                            | –                            |                                                                          | –                                      |  |
| „Bye Bye”                                                                   | 2020                                                 | –                            | –                            | –                            | –                            | 77                           | –                            | –                            | –                            | 32                           | 16                           | –                            | –                            | –                            | –                            | –                            | –                            | –                            |                                                                          | Herz Kraft Werke                       |  |
| „Alles In Mir Will Zu Dir”                                                  | 2021                                                 | –                            | –                            | –                            | –                            | –                            | –                            | –                            | –                            | 3[G]                         | 77                           | –                            | –                            | –                            | –                            | –                            | –                            | –                            |                                                                          | Herz Kraft Werke                       |  |
| „Stark”                                                                     | 2021                                                 | –                            | –                            | –                            | –                            | –                            | –                            | –                            | –                            | 71                           | –                            | –                            | –                            | –                            | –                            | –                            | –                            | –                            |                                                                          | Herz Kraft Werke                       |  |
| „Ring Out The Bells”                                                        | 2022                                                 | 55                           | –                            | –                            | –                            | –                            | –                            | –                            | –                            | 41                           | 31                           | –                            | 425                          | –                            | 64                           | –                            | –                            | –                            |                                                                          | Not So Silent Night                    |  |
| „Christmas Train (Destination Hope)”                                        | 2023                                                 | –                            | –                            | –                            | –                            | –                            | –                            | –                            | –                            | 61[G]                        | –                            | –                            | –                            | –                            | –                            | –                            | –                            | –                            |                                                                          | Not So Silent Night (The Cozy Edition) |  |
| „I Wonder (feat. Naturally 7)”                                              | 2023                                                 | –                            | –                            | –                            | –                            | –                            | –                            | –                            | –                            | 53[G]                        | –                            | –                            | –                            | –                            | –                            | –                            | –                            | –                            |                                                                          | Not So Silent Night (The Cozy Edition) |  |
| „Heut’ ist alles gut”                                                       | 2025                                                 | –                            | –                            | –                            | –                            | –                            | –                            | –                            | –                            | –                            | 54                           | –                            | –                            | –                            | –                            | –                            | –                            | –                            |                                                                          | Freigeistin                            |  |
| „Ficka” / "Spinna"                                                          | 2025                                                 | –                            | –                            | –                            | –                            | 80                           | –                            | –                            | –                            | 33                           | 58                           | -                            | –                            | –                            | –                            | –                            | –                            | –                            |                                                                          | Freigeistin                            |  |
| „Wilde Nächte"                                                              | 2025                                                 | –                            | –                            | –                            | –                            | –                            | –                            | –                            | –                            | 97[E]                        | –                            | -                            | –                            | –                            | –                            | –                            | –                            | –                            |                                                                          | Freigeistin                            |  |
|                                                                             | „–” singel nie był notowany, bądź nie został wydany. |                              |                              |                              |                              |                              |                              |                              |                              |                              |                              |                              |                              |                              |                              |                              |                              |                              |                                                                          |                                        |  |

Adnotacje
- A ^ Utwór "Undressed" został wydany regionalnie zamiast "If U Were My Man".
- B ^ Pozycja osiągnięta w zestawieniu Lista Regionalna tworzonym na podstawie emisji nagrań jedynie w lokalnych i regionalnych polskich rozgłośniach radiowych.
- C ^ Singel został wydany tylko w formie airplay w krajach niemieckojęzycznych.
- D ^ Singel został wydany w ramach promocji w Rumunii, Grecji oraz Turcji
- E ^ Pozycja pochodzi z notowania EURO200.NET. Utwór "Paradise" zajął pozycję #109.
- G ^ Utwór nie debiutował na oficjalnym notowaniu singli, ale zadebiutował na notowaniu "Download Chart" lub "Trending".

### Z gościnnym udziałem
| „The Last Unicorn” (Singel Marca von Lindena)        | 1999 | –  | –    | –    | –  | –    | – | – | –    | 89 | –  | –  | –    | –    | –  | –     | –    | –     | Gute Zeiten, schlechte Zeiten 21 – For You |
| „Takin’ Back My Love” (Singel Enrique Iglesiasa)     | 2009 | 19 | 7[F] | 9[F] | 12 | 4[F] | – | – | 5[F] | 9  | 48 | 28 | 2[F] | 1[F] | 23 | 19[F] | 8[F] | 10[F] | Greatest Hits                              |
| „–” singel nie był notowany, bądź nie został wydany. |      |    |      |      |    |      |   |   |      |    |    |    |      |      |    |       |      |       |                                            |

Adnotacje
- F ^ Utwór "Takin' Back My Love" został wydany przy współpracy z Ciarą.

### Inne notowane piosenki
| „I Feel Lonely”                               | 2014 | –  | 44 | –  | Sing meinen Song – Das Tauschkonzert |
| „Zuckerpuppen”                                | 2014 | 63 | 49 | –  | Sing meinen Song – Das Tauschkonzert |
| „Keiner ist wie du”                           | 2014 | 12 | 9  | 22 | Sing meinen Song – Das Tauschkonzert |
| „Das Leben ist schön”                         | 2015 | 49 | –  | –  | Muttersprache                        |
| „Augen auf”                                   | 2015 | 87 | –  | –  | Muttersprache                        |
| „Keine ist wie du” (Piosenka Gregora Meyle’a) | 2015 | 94 | 71 | –  | Meylensteine                         |
| „–” piosenka nie była notowana.               |      |    |    |    |                                      |

## Strony B
| Piosenka                        | Rok  | Singel                                 |
| ------------------------------- | ---- | -------------------------------------- |
| „Man of My Dreams”              | 2001 | „From Sarah with Love”                 |
| „1 + 1 = 2”                     | 2002 | „One Nite Stand (of Wolves and Sheep)” |
| „En Mi Piel”                    | 2002 | „Skin on Skin”                         |
| „Please Take Him Back”          | 2003 | „He’s Unbelievable”                    |
| „Where Did U Sleep Last Night?” | 2003 | „Bounce”                               |
| „Work It Right Tonight”         | 2004 | „Just One Last Dance”                  |
| „Change”                        | 2004 | „Living to Love You”                   |
| „When Woman Loves a Man”        | 2005 | „From Zero to Hero”                    |
| „Why Does It Rain”              | 2006 | „The Best Side of Life”                |
| „A Ride in the Snow”            | 2006 | „The Best Side of Life”                |
| „Soulicious”                    | 2007 | „The Impossible Dream (The Quest)”     |
| „Get It Right”                  | 2007 | „Sexual Healing”                       |
| „Touch”                         | 2008 | „Under My Skin”                        |
| „Your Love Is Dangerous”        | 2008 | „I’ll Kiss It Away”                    |
| „Faded”                         | 2010 | „Real Love”                            |

## Wideografia

### DVD
- Sarah Connor Live – A Night to Remember (2003) GER DVD Chart: #56
- Sarah and Marc in Love (2005) GER DVD Chart: -
- Christmas in My Heart (2006) GER DVD Chart: -

### Teledyski
| Tytuł                                  | Rok  | Reżyser                         |
| -------------------------------------- | ---- | ------------------------------- |
| „Let’s Get Back to Bed – Boy!”         | 2001 | Oliver Sommer                   |
| „French Kissing”                       | 2001 | Hannes Rossacher, Frank Wilde   |
| „From Sarah with Love”                 | 2001 | Oliver Sommer                   |
| „One Nite Stand (of Wolves and Sheep)” | 2002 | Daniel Lwowski, Frank Wilde     |
| „Skin on Skin”                         | 2002 | Daniel Lwowski, Frank Wilde     |
| „He’s Unbelievable”                    | 2003 | Phil Griffin                    |
| „Bounce”                               | 2003 | Daniel Lwowski                  |
| „Music Is the Key”                     | 2003 | Oliver Sommer                   |
| „Just One Last Dance”                  | 2004 | Oliver Sommer                   |
| „Living to Love You”                   | 2004 | Oliver Sommer                   |
| „From Zero to Hero”                    | 2005 | Oliver Sommer                   |
| „Christmas in My Heart”                | 2005 | Oliver Sommer                   |
| „The Best Side of Life”                | 2006 | Oliver Sommer                   |
| „The Impossible Dream (The Quest)”     | 2007 | Oliver Sommer                   |
| „Sexual Healing”                       | 2007 | Oliver Sommer                   |
| „Under My Skin”                        | 2008 | Jörn Heitmann                   |
| „I’ll Kiss It Away”                    | 2008 | Oliver Sommer                   |
| „Cold as Ice”                          | 2010 | Daniel Lwowski                  |
| „Real Love”                            | 2010 | Oliver Sommer                   |
| „Wie schön du bist”                    | 2015 | Gregor Erler                    |
| „Bedingungslos”                        | 2015 | Gregor Erler                    |
| „Kommst Du mit ihr”                    | 2016 | Julia Patey, Christopher Häring |

Z gościnnym udziałem
| Tytuł                     | Rok  | Reżyser       | Artysta                        |
| ------------------------- | ---- | ------------- | ------------------------------ |
| „Heat Between the Sheets” | 2005 | Oliver Sommer | Marc Terenzi (gościnny występ) |
| „Takin’ Back My Love”     | 2009 | Ray Kay       | Enrique Iglesias               |